# Ариджак
Ариджак (тур. Arıcak) — місто та район у провінції Елязиг на сході Туреччини. Межує з ілами Бінгьоль та Діярбакир. Раніше називався Мірван, що в перекладі з курдського означало «панове». Рельєф району — гористий. За даними 2014 року, населення району становить 15 306 чоловік.

## Топонім
Колишня назва міста Мірван (Mirvan) походить від курдського miran (владики, панове). Назва «Керебаксан» — курдський варіант назви колишньої адміністративної одиниці «Карабеган», яка пов'язана з однойменним Ешіретом . Перейменування міста сталося після 1960 року. У 1972 році три села Ариджак, Саман і Гюмющака об'єдналися в один район. У 1987 році Ариджак отримав статус районного центру.

## Населення
| Рік  | Населення, осіб |
| ---- | --------------- |
| 1962 | 2400            |
| 1965 | 2455            |
| 1970 | 2900            |
| 1975 | 3150            |
| 1980 | 3200            |
| 1985 | 3500            |
| 1990 | 3258            |
| 2000 | 4478            |
| 2007 | 3392            |
| 2008 | 4039            |
| 2009 | 3380            |
| 2010 | 3172            |
| 2011 | 3096            |
| 2012 | 3359            |
| 2013 | 8117            |
| 2014 | 7857            |
| 2015 | 7618            |

## Економіка
Більшість населення зайнято в сільськогосподарській галузі.